# Schoenia
Schoenia is een geslacht uit de composietenfamilie (Asteraceae). De soorten komen voor in West-Australië en in de centrale en noordelijke delen van Australië.

## Soorten
- Schoenia ayersii (F.Muell.) J.M.Black
- Schoenia cassiniana (Gaudich.) Steetz
- Schoenia filifolia (Turcz.) Paul G.Wilson
- Schoenia macivorii (F.Muell.) Paul G.Wilson
- Schoenia ramosissima (F.Muell.) Paul G.Wilson